# Seward (Pensilvania)
Seward es un borough ubicado en el condado de Westmoreland en el estado estadounidense de Pensilvania. En el año 2000 tenía una población de 484 habitantes y una densidad poblacional de 870.7 personas por km².

## Geografía
Seward se encuentra ubicado en las coordenadas 40°24′53″N 79°01′22″O / 40.41472, -79.02278.

## Demografía
Según la Oficina del Censo en 2000 los ingresos medios por hogar en la localidad eran de $29,583 y los ingresos medios por familia eran $38,500. Los hombres tenían unos ingresos medios de $32,083 frente a los $18,333 para las mujeres. La renta per cápita para la localidad era de $14,585. Alrededor del 12.2% de la población estaba por debajo del umbral de pobreza.